# Coronel Kinpara
Marcos da Silva Kinpara, mais conhecido como Coronel Kinpara. Foi o primeiro policial militar do Acre a atuar em uma missão de Paz pelas Organizações das Nações Unidas (ONU). Além de ter sido Comandante-Geral da Policia Militar do Acre.

## Biografia

### Infância e Juventude
Filho da Damiana Mourão da Silva, Marcos é o caçula de uma geração de nisseis, filho do japonês Minoru Kinpara, que migrou do interior de São Paulo para o Acre nos anos 1970. Marcos foi morar com a mãe, separada do pai, no bairro Palheiral, em 1982 aos 7 anos. De lá saiu aos 19 anos após ser aprovado em nono lugar para um concurso de oficiais da Polícia Militar.
Nascido em Rio Branco, desde cedo já estava convicto de que somente os estudos poderiam proporcionar-lhe uma perspectiva melhor de vida. O militar sempre se mostrou muito dedicado aos seus propósitos e valores: ter uma vida digna, optar pela honestidade. Quando tinha 13 anos, mesmo com os afazeres da escola, sempre me ajudava sua mãe que vendia roupas e perfumes para sustentar a família.
Na adolescência, não faltava uma aula na escola Serafim Salgado. Além de aprender com certa facilidade as matérias, ainda ajudava os demais colegas de classe a assimilar as disciplinas.
No decorrer de sua jornada, Kinpara começou a somar seus títulos acadêmicos, entre eles a graduação em Letras Inglesas pela Universidade Federal do Acre (Ufac) e os bacharelados em Segurança Pública pelo Centro de Ensino da Polícia Militar da Paraíba e em Direito pela Faculdade da Amazônia Ocidental (FAAO).
Já na vida militar, Kinpara somou diversos cursos em seu currículo, entre eles os realizados fora do Brasil: Info-Communication (comunicações informatizadas), realizado no Japão, Special Operations Research and Development (Pesquisa e Desenvolvimento de Operações Especiais), realizado na Carolina do Sul, Estados Unidos, Combat Shooting (tiro de combate), Law Enforcement (Gestão em Segurança Pública) e Vip Protection (Proteção VIP), todos realizados na Flórida, também nos Estados Unidos.

### Missão de Paz pelas Organizações das Nações Unidas (ONU)
Em 2015 se tornou o primeiro policial militar acreano a atuar em uma missão de Paz pelas Organizações das Nações Unidas (ONU). Depois de um difícil processo seletivo e posterior preparação de quatro meses no estado do Rio de Janeiro, enfim, foi convocado para trabalhar nas Forças de Paz da ONU, no Sudão do Sul. Para ser aprovado, Kinpara passou por testes de inglês, habilidades em informática, direção de veículos traçados e, por último, teste de tiro prático.
Após seis meses no continente africano, o militar retornou para sua casa. Com uma experiência que poucos poderiam ter: operar em uma zona de conflito urbano e de guerra. Onde havia uma guerra incessante por petróleo, minérios, drogas e, sobretudo, por causa das desigualdades socais. À frente do comando de contingentes dos policiais brasileiros no Sudão do Sul, a missão era manter a paz dentro da base da ONU, com a realização de um forte trabalho em segurança pública.

### Retorno ao Acre
Após o cumprimento da missão pela ONU, o militar acreano esteve à frente do planejamento de segurança durante a passagem da Tocha Olímpica no Acre, em 2016, evento no qual comandou homens da Força Nacional, Polícia Rodoviária Federal, PM e Polícia Civil.
Kinpara ainda exerceu a função de secretário adjunto de Gestão Operacional de Estado de Segurança Pública.
Em 2018, aos 42 anos, se tornou comandante-geral da Polícia Militar do Acre (PMAC), exerceu a função de janeiro de 2018 até janeiro de 2019.

## Livros
- KINPARA, Marcos da Silva (2018). Endomarketing - o Caminho da Implantação. Brasil: Érgates. 74 páginas[13][14]